# スラゼパム
スラゼパム（英：Sulazepam）はベンゾジアゼピン誘導体である。ジアゼパムのチオアミド誘導体である。ジアゼパム、デスメチルジアゼパム、オキシジアゼパムに代謝される。他のベンゾジアゼピン系薬物と同様に、鎮静薬、筋弛緩薬、睡眠薬、抗てんかん薬、抗不安薬としての作用がある。販売されることはなかった。

## 合成

スラゼパムの合成:

ジアゼパムを五硫化リンで処理すると、対応するチオンアミド、スルアゼパムが生成される。

## 関連記事
- ウルダゼパム